# Пяткинский сельсовет
Пяткинский сельсовет — упразднённая административно-территориальная единица, существовавшая на территории Рязанской губернии и Московской области до 1954 года.
Пяткинский сельсовет был образован в первые годы советской власти. В конце 1920-х годов он входил в состав Зарайской волости Зарайского уезда Рязанской губернии.
В 1929 году Пяткинский с/с был отнесён к Зарайскому району Коломенского округа Московской области.
17 июля 1939 года к Пяткинскому с/с был присоединён Моногаровский с/с (селения Даровое и Моногарово). Одновременно селение Струпна было передано из Пяткинского с/с в Трегубовский с/с. Однако уже 4 октября 1939 года селение Струпна было возвращено обратно.
14 июня 1954 года Пяткинский с/с был упразднён. При этом его территория была объединена с Трегубовским с/с в новый Струпненский с/с.